# شبه‌جزیره داتچا

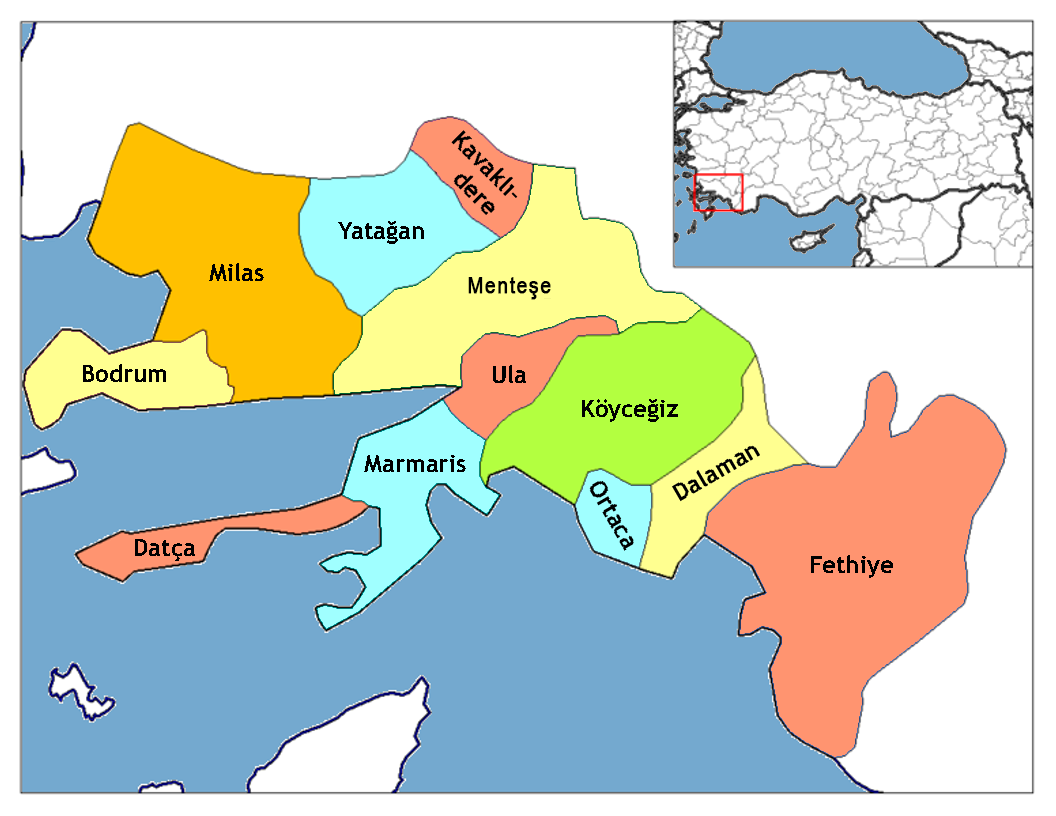
نقشهٔ استان شامل شبه‌جزیره داتچا

شبه‌جزیره داتچا (انگلیسی: Datça Peninsula) که با نام شبه‌جزیره رَشادیه نیز شناخته می‌شود، یک شبه‌جزیره باریک به طول ۸۰ کیلومتر در جنوب‌باختری ترکیه است که خلیج گوک‌اوا را در شمال از خلیج حصار اونو در جنوب جدا می‌کند. این شبه‌جزیره تقریباً به‌طور کامل با بخش اداری داتچا در استان موغله منطبق است. شهر داتچا در میانهٔ این شبه‌جزیره قرار دارد.
در گذشته، نام‌های یونانی باستان برای این شبه‌جزیره شامل «شبه‌جزیره دوری»، «شبه‌جزیره کنیدوس» یا «خرسونی‌سوس کنیدیا» بوده است.

## ویژگی‌های اصلی
نیمهٔ شرقی شبه‌جزیره خشک، کوهستانی و کم‌جمعیت است. در بخش میانی، پیرامون شهر داتچا، بزرگ‌ترین ناحیهٔ حاصلخیز شبه‌جزیره قرار دارد که تا جنوب‌باختری باریکهٔ میانی آن امتداد می‌یابد و دو نیمهٔ خشکی را از هم جدا می‌کند. بخش باختری نیز کوهستانی است و ارتفاع آن در برخی نقاط به بیش از هزار متر می‌رسد، اما در انتهای باختری آن، در سمت جنوبی، زمین‌های حاصلخیز و پرآب تا ساحل پالاموت‌بوکو کشیده شده و گروهی از روستاها را پشتیبانی می‌کند که به‌طور جمعی «بتچه» (پنج روستا) خوانده می‌شوند. این روستاها عبارتند از: مسعودیه، سیندی، یاکاکوی، یازیکوی و جومالی.
در نوک باختری شبه‌جزیره، ناحیه‌ای به نام تِکیر قرار دارد که با دماغه دوه‌بوینو، که در گذشته دماغه کریو نام داشت، مشخص می‌شود. این دماغه شبه‌جزیره‌ای کوچک و تقریباً جزیره است که با یک باریکهٔ کم‌ارتفاع به عرض حدود ۱۰۰ متر به خشکی اصلی وصل می‌شود؛ در دوران باستان این باریکه یک خاکریز مصنوعی بوده است. نام باستانی جزیره «تریوپیون» بود که از نام تریوپاس، بنیان‌گذار افسانه‌ای کنیدوس گرفته شده است.
انتهای خاوری شبه‌جزیره، خلیج «بِنْجیک» به طول حدود ۱٫۵ کیلومتر است که گاه بر اساس مقیاس‌های محلی یک آبدره خوانده می‌شود و در انتهای فرورفتگی آن، باریکه خشکی‌ای قرار دارد که شبه‌جزیره داتچا را به خشکی آناتولی پیوند می‌دهد. این نقطه یک شگفتی طبیعی است که چشم‌اندازی وسیع از دو خلیج شمالی و جنوبی ارائه می‌دهد. این محل «بالیکا شی ران» (به معنی «جایی که ماهی می‌تواند بپرد») نامیده می‌شود و برای کشیدن قایق‌های کوچک از خشکی نیز استفاده می‌گردد. به گفتهٔ هرودوت، در جریان یورش ایرانیان در ۵۴۰ پیش از میلاد، مردم کنیدوس قصد داشتند در این محل کانالی حفر کنند تا سرزمین خود را به جزیره تبدیل کنند، اما پیشگویی به آنان گفت «اگر خدایان می‌خواستند، سرزمینتان را جزیره می‌کردند. باریکه را حفر نکنید» و آنان تسلیم ایرانیان شدند.
ساحل شمالی کم‌ارتفاع و دارای سواحل شنی گسترده است که در تابستان با بادهای باد اتزی روبه‌رو می‌شود. ساحل جنوبی پرشیب، صخره‌ای و بریده‌بریده است. به‌دلیل وجود خلیج‌ها و بندرگاه‌های طبیعی بسیار، شبه‌جزیره اغلب مورد بازدید یات‌های شخصی قرار می‌گیرد و در مسیر تورهای دریایی موسوم به سفر آبی از بودروم یا مارماریس قرار دارد.
ویرانه‌های شهرهای یونانی در داتچا و تکیر وجود دارد که یکی یا هر دوی آن‌ها ممکن است با کنیدوس باستانی یکسان باشد.

## نام‌ها
این ناحیه «شبه‌جزیره دوری» یا «دوریس» نامیده می‌شد، زیرا بازرگانان و مهاجران دوری‌ها از پلوپونز در آن سکونت گزیدند (نگاه کنید به شش‌شهر دوری).
نام داتچا از استادیا، شهری باستانی، گرفته شده است. «استادیا» در گذر زمان به «تادیا»، «دادیا»، «دادچا» و سپس «داتچا» تبدیل شد.
شهر و شبه‌جزیرهٔ داتچا در اوایل قرن بیستم، برای مدت کوتاهی، «رئشادیه» نامیده می‌شد تا به سلطان محمد پنجم، واپسین‌پیشین امپراتوری عثمانی، ادای احترام شود. امروزه «رئشادیه» نام یکی از محله‌های شهر است، اما در برخی نقشه‌ها همچنان برای اشاره به کل شبه‌جزیره استفاده می‌شود.